# Majzik-háromszögpár

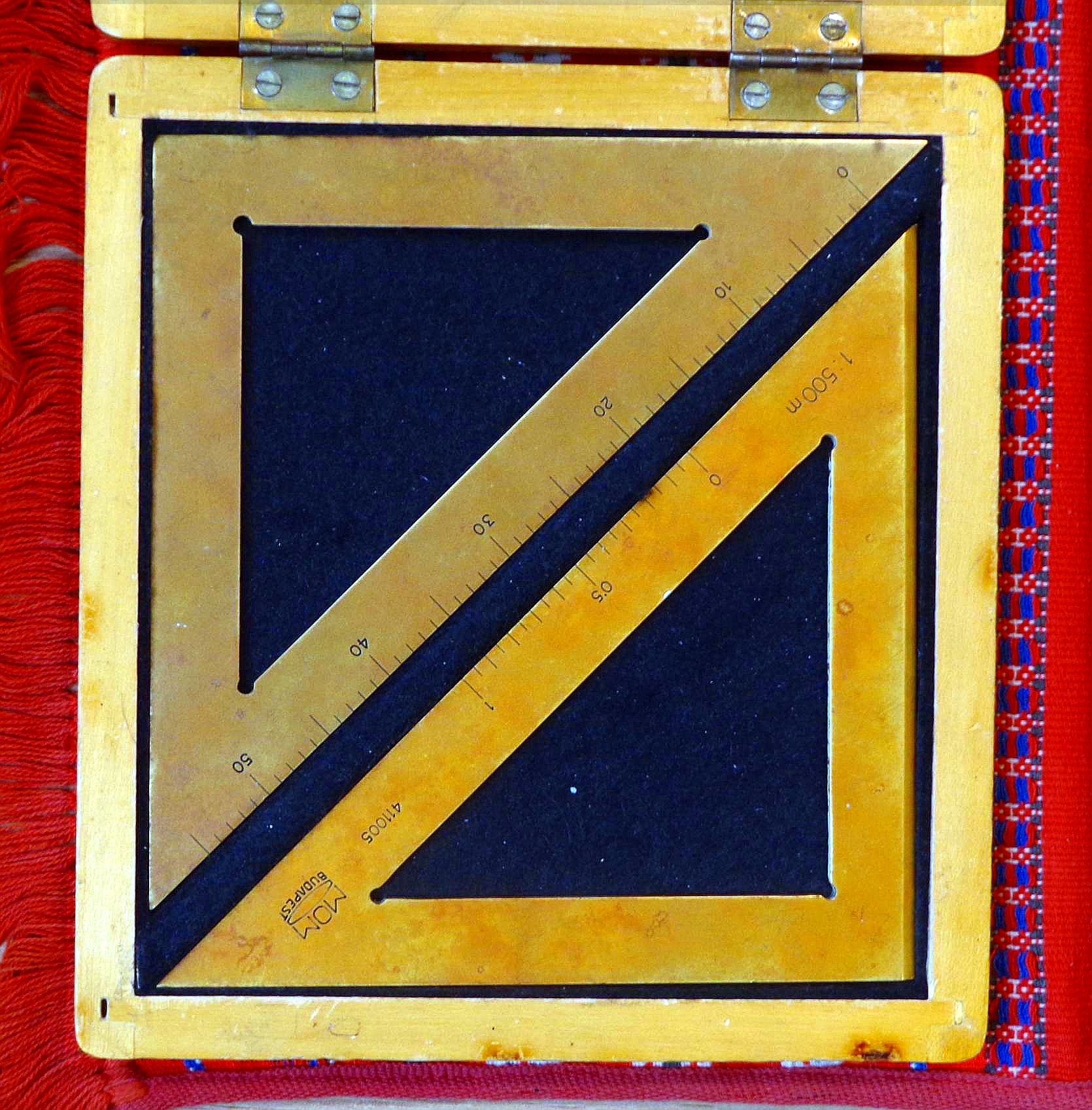
Majzik-háromszögpár

A Majzik-háromszögpár a névadó Majzik Miklós magyar mérnök találmánya, térképezési segédeszköz, mellyel a hagyományos vonalzókhoz viszonyítva növelhető a térképi szerkesztés illetve mérés pontossága.

## Ismertető
Két egybevágó derékszögű fém háromszögből áll.

Az osztások az átfogón találhatóak, de a hagyományos vonalzóktól eltérően nem az osztott oldalra merőlegesen vonatkoznak az értékek,
hanem a háromszög osztás nélküli befogóival párhuzamosan. A párhuzamos eltolás a két háromszög illeszkedő átfogója mentén
történő elcsúsztatással valósítható meg.
Mivel mindkét vonalzó alakja egyenlő oldalú derékszögű háromszög, ezért átfogójuk hossza a befogó hosszának {\displaystyle {\sqrt {2}}}-szerese, 
ennek megfelelően:
- az egyik háromszögön a térkép méretarányának megfelelő osztások {\displaystyle {\sqrt {2}}}-vel való szorzatai találhatóak,
- a másik háromszögön az első háromszög osztásainak megfelelő 10 vagy 20 osztásos nóniusz